# The Secret Invasion
The Secret Invasion is een Amerikaanse oorlogsfilm uit 1964 onder regie van Roger Corman. Destijds werd de film uitgebracht onder de titel Commando des Doods.

## Verhaal
Tijdens de Tweede Wereldoorlog nemen de nazi's een Italiaanse generaal gevangen, die over wilde lopen naar de Geallieerden. De Britse inlichtingendienst stuurt een groep criminelen naar Joegoslavië om hem te bevrijden.

## Rolverdeling
| Acteur            | Personage                   |
| ----------------- | --------------------------- |
| Stewart Granger   | Majoor Richard Mace         |
| Raf Vallone       | Robert Rocca                |
| Mickey Rooney     | Terence Scanlon             |
| Edd Byrnes        | Simon Fell                  |
| Henry Silva       | John Durrell                |
| Spela Rozin       | Mila                        |
| William Campbell  | Jean Saval                  |
| Helmo Kindermann  | Duitse commandant           |
| Enzo Fiermonte    | Generaal Quadri             |
| Peter Coe         | Marko                       |
| Nan Morris        | Stephana                    |
| Helmuth Schneider | Duitse kapitein             |
| Giulio Marchetti  | Italiaanse officier         |
| Nicholas Rend     | Kapitein van de vissersboot |
| Craig March       |                             |